# Bröstens historia
Bröstens historia är en bok av kvinnoforskaren Marilyn Yalom, på svenska utgiven av Ordfront Förlag. 
Författaren undersöker i boken 25 000 år av idéer, uppfattningar och bilder av kvinnobröstet. Boken tar upp en rad aspekter på ämnet kvinnobröst, från politiska till religiösa, psykologiska och vetenskapliga. Bröstens kommersialisering tas även upp, bland annat i form av pornografi. 